# بيدفورد إتش إيه
بيدفورد إتش إيه هي سيارة من صناعة شركة بيدفورد، بدأ تصنيعها في عام 1963 وتوقف في عام 1983.